# Ulvhild Håkansdotter
Ulvhild Håkansdotter, (vers 1095-1148), (suédois: Ulfhild, anglais: Wulfhild, Wolfhild), est une reine médiévale de Scandinavie qui fut deux fois reine de Suède en épousant successivement Inge II de Suède et Sverker Ier de Suède et entre-temps reine de Danemark comme épouse du roi Niels de Danemark. Ulvhild joue de ce fait un rôle important dans les alliances dynastiques des royaumes nordiques de son époque, mais les sources sont malheureusement insuffisantes pour en apprécier totalement toutes les circonstances. Elle laisse dans l'historiographie médiévale la réputation d'être une « Femme fatale » de la Scandinavie tout étant considérée également comme une bienfaitrice de l'église catholique.

## Origine
Ulvhild est originaire de Norvège. La saga Fagrskinna la présente comme la fille du magnat norvégien Haakon Finnsson, de la famille de Thjotta. Le nom de sa mère est inconnue. Il a été toutefois été récemment avancé que sa mère n'était autre que la reine Margrete Fredkulla, fille d'Inge l'Ancien. Toutefois, cette hypothèse demeure non étayée.

## Premier mariage
La jeune Ulvhild épouse d'abord le roi Inge II de Suède, vers 1116/17. Il semble que cette union soit restée stérile. Inge est le cadet de deux frères corégents. L’aîné le roi Philippe meurt en 1118 dans des circonstances inconnues, laissant Inge comme seul souverain. La petite chronique annexée à la Västgötalagen précise que Inge meurt « d'un breuvage diabolique » en Östergötland. Quelques sources ultérieures placent le lieu du meurtre dans l'abbaye de Vreta. L'année reste inconnue, mais elle doit se situer avant 1129 L'écrivain Åke Ohlmarks a avancé qu'en accord avec son futur époux le magnat des Geats de l'est Sverker, Ulvhild avait fait administrer le poison à Inge.

## Deuxième mariage
Quelque temps après la mort du roi Inge, Ulvhild se rend au Danemark plutôt que de retourner en Norvège. Peut-être l'a-t-elle fait pour demander l'asile: elle semble avoir eu des parents et des alliés au Danemark, alors que la turbulence politique sévissait en Suède. Elle y épouse le roi  Niels de Danemark après la mort de la reine Margrete Fredkulla de Suède, vers  1130. Ce mariage coïncide plus ou moins à  l'époque où le fils de Niels 
Magnus le Fort est accepté comme roi par une partie de la Suède. 
Cependant, Ulvhild doit faire face à l'opposition entre son beau-fils Magnus et son cousin et rival Knud Lavard Knud est ensuite assassiné par Magnus en 1131. La guerre civile éclate au Danemark au cours de laquelle Niels combat contre le prétendant 
Éric Emune, le demi-frère de Knud. De plus son union n'est pas harmonieuse car Niels à entre 20 et 30 ans de plus que son épouse. Le chroniqueur Saxo Grammaticus nous informe informe des circonstances dramatiques de leur séparation : « Pendant ce temps, les Suédois, apprenant que Magnus était occupé par la guerre au Danemark, prirent un compatriote appelé Sverker, un homme de faible origine, comme roi; non pas tant à cause de sa valeur, mais parce qu'avec lui il ne seraient plus dirigée par un étranger. Car ils avaient l'habitude d'avoir l'un des leurs à la leur tête, et ils ne pouvaient pas accepter qu'un étranger fût leur chef. Niels avait épousé Ulvhild de Norvège après le décès de Margrete. Sverker lui envoie des messager et lui demande son amour. Peu de temps après, il l'enlève clandestinement à son mari et l'épouse. Avec cette maîtresse qu'il appela faussement sa femme légitime, il engendra un fils Karl qui devint roi après lui »

## Troisième mariage
Les événements évoqués par Saxo Grammaticus ne sont pas datés mais ils doivent intervenir entre 1132 et 1134. 
La curieuse histoire de la fuite peut être expliquée par la position de Ulvhild. Étant la veuve du roi Inge II, elle représente l'État et l'influence de la maison de Stenkil désormais éteinte. Le mariage avec Ulvhild légitime l'accession au trône du personnage non royal qu'est Sverker, maintenant que son beau-fils Magnus a été expulsé de Suède. À notre connaissance, aucune objection, à part celle partiale de Saxo, n'a été formulée à ce troisième mariage ni sur la légitimité des cinq enfants qui en sont issus. Au contraire, Ulvhild est appréciée par les sources ecclésiastiques comme bienfaitrice de l'église Les Cisterciens appelés par Ulvhild fondent l'abbaye d'Alvastra et celle de Nydala en 1143 Alvasta est même fondée sur un domaine appartenant aux donations nuptiales faites par Sverker à Ulvhild. Après au moins une décennie de règne, Ulvhild meurt en 1148 âgée d'environ 50 ans. Sverker épouse en secondes noces Richezza de Pologne, la veuve Magnus roi de Gothenland (mort en 1134), son premier rival et opposant lors de son accession au trône. C'est une union politique permettant de rallier les derniers partisans de Magnus à Sverker.

## Famille et descendance
Ulvhild fut donc trois fois mariée; au roi Inge II de Suède vers 1117, au roi Niels de Danemark vers 1130, et au roi Sverker Ier de Suède vers 1134. Elle laisse au moins deux fils survivants et deux filles, tous nés de son union avec Sverker :
- une fille, probablement appelée Hélène, qui épouse en 1156 le roi danois Knut Magnussen, le fils de Richezza de Pologne et qui meurt none à l'abbaye de Vreta
- Johan (tué en 1153/1154), prince royal et Jarl
- Karl (mort en 1167), roi de Suède de 1161 environ à sa mort
- Princesse Ingegerd Sverkersdotter de Suède (morte en 1204), prieure de l'abbaye de Vreta vers 1162.

Certaines généalogies lui donne également comme fils cadet :
- Sune Sik, un fils putatif de Sverker, et le père de Ingrid Ylva; dont il est possible qu'il soit aussi le fils d'Ulvhild.